# Lucky Luke (jeu vidéo, 1998)
Vous lisez un « bon article » labellisé en 2025.
Pour les articles homonymes, voir Lucky Luke (homonymie).
Lucky Luke est un jeu vidéo de plates-formes et d'action développé, édité et publié par Infogrames en 1998 sur PlayStation, et en 2000 sur Microsoft Windows sous le titre Lucky Luke : Sur la piste des Dalton. Durant le développement du jeu, commencé en mai 1996, Morris et son équipe de dessinateurs sont consultés par l'équipe d'Infogrames dans l'objectif de retranscrire le plus fidèlement possible l'esprit de la bande dessinée.
Le jeu met en scène Lucky Luke, traversant tout l'ouest américain, à la recherche des frères Dalton qui se sont échappés du pénitencier. Le jeu retranscrit une quarantaine de personnages issus de la bande dessinée homonyme ainsi que son univers, et met principalement en avant des graphismes aux aspects cartoonesques.
Malgré ses moyennes positives attribuées par la presse spécialisée pour sa très grande variété, Lucky Luke reste « médiocre dans tous les cas ». Dans sa globalité, le jeu est accueilli de manière mitigée dont les avis divergents le considèrent tantôt « excellent », tantôt « diabolique ». Il est très souvent comparé par la presse spécialisée à son prédécesseur sorti en 1997 sur Super Nintendo, qui note la transition de Lucky Luke sur console 16 bits à la 32 bits.

## Trame

### Scénario
La cinématique d'introduction débute par une immersion nocturne dans le pénitencier où sont détenus les quatre frères Dalton. Caché avec les siens dans l'entrepôt de munitions du pénitencier, et attendant patiemment que le gardien de prison s'éloigne pour lancer leur plan d'évasion, Joe Dalton craque une allumette afin d'enclencher la détonation de nombreuses caisses remplies de dynamite. C'est avec une joie immense, mais non sans faire de dégâts, qu'ils réussissent à s'échapper. Le lendemain, un avis de recherche est placardé. Jolly Jumper, qui se promène dans les environs, arrache l'affiche pour la déposer rapidement entre les mains de son compagnon de voyage Lucky Luke, qui comprend avec dépit qu'il va devoir poursuivre les Dalton afin de les ramener en prison,,,.

### Univers
À l'instar de la bande dessinée de Morris, la trame du jeu est lancée dans l'ouest américain, plus précisément en Arizona, et implique une quarantaine de personnages familiers comme Pat Poker et le Croque-mort. Le protagoniste principal, Lucky Luke, se déplace dans une variété d'environnements comme une ville remplie de maisons colorées en bois, le désert, un village mexicain (appelé Pueblos), et une mine abandonnée,,,.
Durant son périple à la poursuite des frères Dalton, Lucky Luke fait face à de nombreux desperados qui profitent de l'absence des shérifs pour semer la terreur parmi les civils, et qu'il doit terrasser rapidement à l'aide de son pistolet,. La plupart de ces bandits prennent refuge dans des granges, des saloons habituellement remplis de monde, et même dans les territoires indiens. Outre les bandits, il doit affronter une centaine d'ennemis au total dont des bûcherons et d'autres cow-boys. À mesure de sa progression, Lucky Luke parvient à capturer les Dalton au compte-goutte. Durant sa traversée du désert à la recherche de morceaux de totems qu'il doit ramener au sorcier indien en échange de William et Averell Dalton, Lucky Luke subit des hallucinations qui le font notamment affronter des cactus vivants.

## Système de jeu

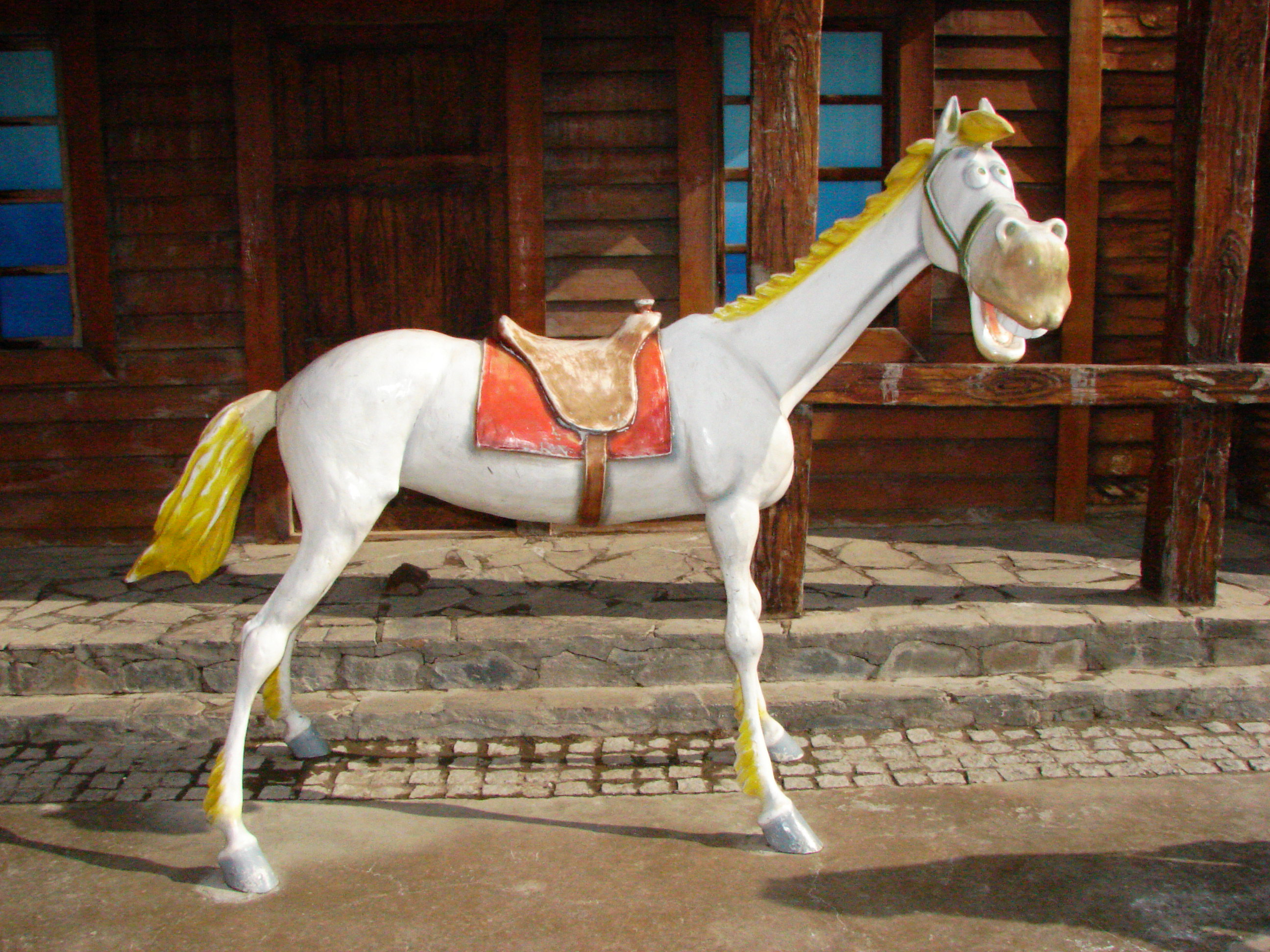
Jolly Jumper apparaît à plusieurs reprises dans le jeu, notamment dans une partie de bras de fer avec Lucky Luke.

Le joueur incarne Lucky Luke, traversant tout l'ouest américain à la recherche des frères Dalton en fuite,. Le cow-boy, qui débute avec trois vies, peut tirer de manière infinie et dans toutes les directions avec son pistolet, et faire ricocher les balles sur les éléments métalliques du décor ; il peut également utiliser des échelles, sauter sur des planches ou des peaux tendues, et pousser ou ramasser des objets, comme des clés qui servent à ouvrir des portes, et des bâtons de dynamite utilisés pour se débarrasser des obstacles et se frayer un chemin,. Il chevauche son cheval Jolly Jumper et croise systématiquement sur son chemin le chien Rantanplan, qui lui indique les points de contrôle et, parfois, la route à suivre. Récoltés en nombre suffisant, des items en forme de dollar disséminés dans le décor permettent d'acheter des vies supplémentaires ou d'accéder à des mots de passe, le jeu étant dépourvu de fonction de sauvegarde. Ces mots de passe consistent en la sélection de quatre différents faciès calqués sur les personnages du jeu et placardés sur un avis de recherche.
Lucky Luke met principalement en avant des graphismes à l'aspect cartoonesque,, ainsi que les éléments d'un jeu de plates-formes, d'action, de tir, et de réflexion. Il est également en défilement horizontal et en vue objective. Le jeu, qui compte un total de 14 différents niveaux, dont trois bonus, comprend des mini-jeux comme un bras de fer avec Jolly Jumper, une épreuve de bûcherons à la Track and Field, une partie de cartes contre Pat Poker, une bagarre avec un redneck, et une course folle en wagonnet,,,. Quelques « mi-boss », c'est-à-dire des boss éparpillés au milieu des niveaux, sont imposés au joueur pour plus de difficulté avant d'affronter Joe Dalton, le boss final.

## Développement

### Conception

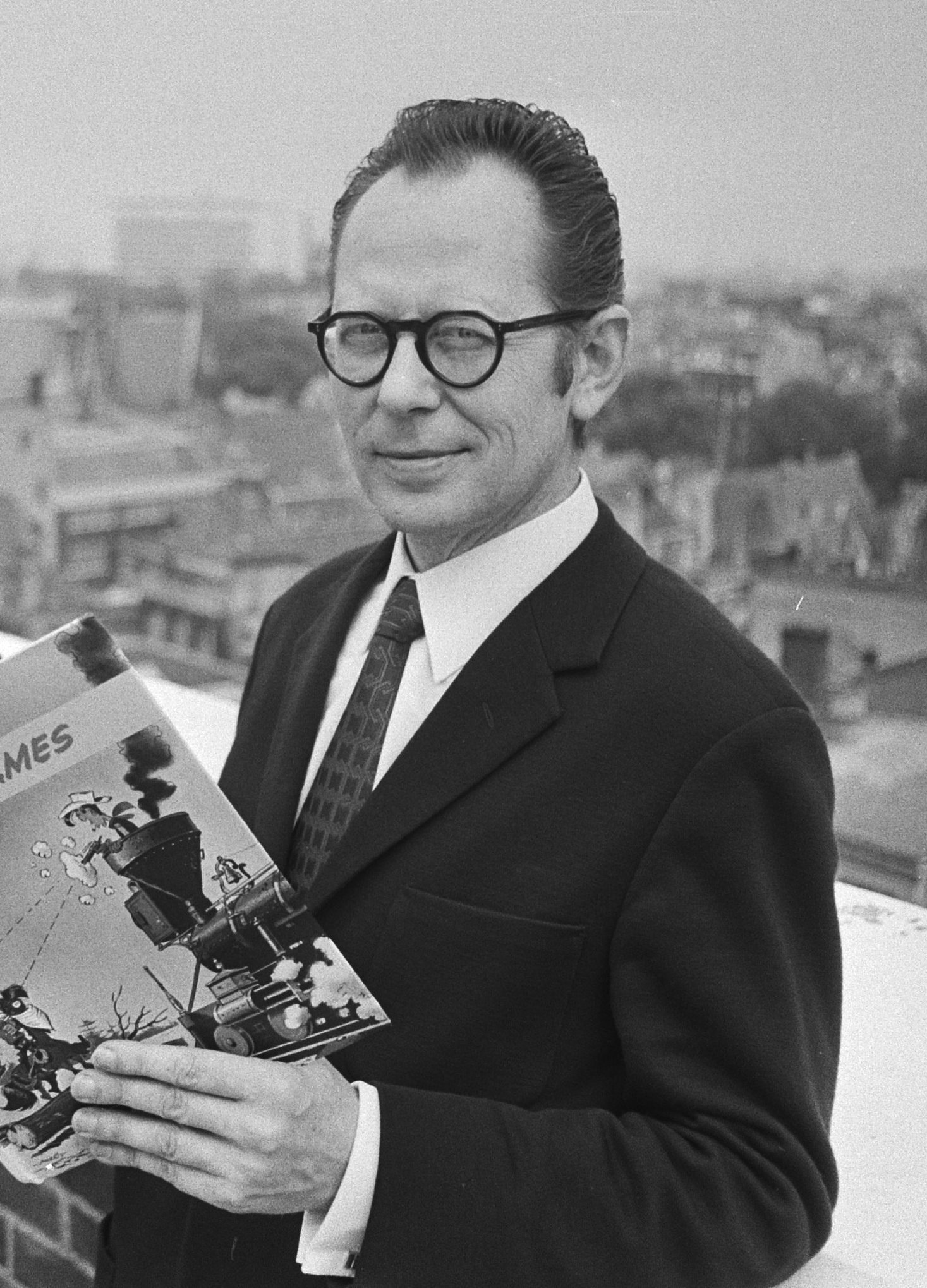
Lors d'une interview, Morris explique avoir eu totalement confiance en la capacité d'Infogrames à adapter fidèlement les bandes dessinées en jeu vidéo.

Le projet, débuté en mai 1996, est confié à une équipe de 20 développeurs employés de l'éditeur français Infogrames basé à Villeurbanne,. Le jeu est une nouvelle adaptation de l'univers Lucky Luke : il ne reprend pas les éléments de son prédécesseur homonyme développé en 16 bits et publié en 1997. Durant tout le processus de développement et jusqu'à la version définitive, Morris, le « papa de Lucky Luke », et son équipe de dessinateurs sont consultés dans l'objectif de retranscrire le plus fidèlement possible l'esprit de la bande dessinée,. Après la sortie du jeu, Morris explique avoir eu totalement confiance en la capacité d'Infogrames à adapter fidèlement les bandes dessinées en jeu vidéo, comme précédemment avec Astérix et Les Schtroumpfs. Bien qu'à la fin des années 1990 l'univers de Lucky Luke soit mieux connu d'un public âgé entre 20 et 30 ans, Infogrames décide de cibler les jeunes âgés de 9 à 14 ans, s'inscrivant en cela dans une politique commerciale de Sony visant à rajeunir le public de la PlayStation, pour récupérer des parts de marché à son concurrent, Nintendo,,. 
La première étape du développement, qui dure plus d'un an, consiste en un long travail de documentation s'appuyant non seulement sur les travaux de Morris, mais également sur des ouvrages historiques, des légendes amérindiennes, et des photographies de paysages comme le Grand Canyon,. La deuxième étape est le design. La conception générale se fait d'abord sur papier, en commençant par un croquis puis en terminant par un dessin plus abouti sur lequel des effets de lumière sont apposés, avant d'être adapté sur un écran d'ordinateur. Des fiches sont également rédigées détaillant chaque mouvement, comportement et objectif des personnages.
À ses débuts, l'équipe de développement décide d'utiliser le plein potentiel des graphismes en 3D et en 32 bits. Cependant, à mesure des tâches accomplies, elle choisit de ne pas opter pour de la 3D intégrale, d'une part pour ne pas dénaturer l'œuvre de Morris, et d'autre part car une liberté restreinte semble mieux adaptée à un jeune public. Pour ces deux raisons, des outils de développement — comme Skymap pour la modélisation, 3D Cartoon pour l'animation, et 3D World pour la construction des niveaux — sont créés par l'équipe,. Un défilement horizontal différentiel est donc utilisé pour donner de la profondeur aux décors, l'arrière-plan et certains effets comme les explosions étant en 2D,, et le premier plan (personnages et objets) étant en 3D. Un langage spécial de programmation orientée objets appelé SOUL est aussi créé en prévision d'une éventuelle conversion du jeu sur une console autre que la PlayStation. Près de 500 polygones sont utilisés pour modéliser Lucky Luke et Jolly Jumper, et près de 300 sont utilisés pour les autres personnages et les ennemis,. Lucky Luke dispose de plus d'une cinquantaine d'animations, réalisées sans capture de mouvement. Plusieurs effets visuels, comme la distorsion lorsque Lucky Luke ressent les effets de la soif dans le désert indien, sont ajoutés aux niveaux, et quelques éléments, comme les projecteurs de la mine, sont redessinés à l'aide de Photoshop. Le jeu s'affiche dans une définition de 512 x 256 pixels, et avec un taux de rafraichissement de 25 images par seconde,.
Les cinématiques en image de synthèse de début et de fin sont réalisées en externe par Étranges Libellules, une société qui s'était déjà associée auparavant à Infogrames, et le reste des cinématiques, réalisées en interne, est présent pour assurer la cohérence du scénario entre les niveaux. Du côté de la bande-son, les effets sonores sont également créés en interne, et la voix off est assurée par la société Vox Populi, créditée dans le générique de fin. Quant à la musique, de genre blues et country, Infogrames engage en externe des musiciens professionnels. Plusieurs playtests visant à corriger les défauts du jeu sont organisés. Pendant ceux-ci, des enfants évaluent de façon globalement positive la maniabilité, la difficulté et l'intérêt du titre,. Certains niveaux comme une course-poursuite avec un grizzli et une scène en ski, ainsi que des interludes interactifs, comme des conversations de bar et des histoires d'amour, sont annoncés par la presse spécialisée, mais vraisemblablement absents de la version finale du jeu.

### Sortie et adaptation
La sortie du jeu est d'abord programmée pour novembre 1997, avant d'être repoussée de quelques mois afin notamment de peaufiner l'intelligence artificielle des personnages non-jouables. Le jeu est publié en Europe en avril 1998 sur PlayStation sous le simple titre de Lucky Luke,. Il est également édité par Spike et Sammy pour une sortie au Japon,. Une campagne publicitaire est effectuée notamment en Allemagne dans l'édition d'août 1998 du magazine Mega Fun,, et l'édition de mars 1998 du magazine Bravo Screenfun consacre sa couverture au jeu.
Deux ans plus tard, le jeu est adapté sur Microsoft Windows, et publié par Infogrames en 2000 sous le titre Lucky Luke : Sur la piste des Dalton (rebaptisé On the Dalton's Trail en anglais, Den Daltons auf der Spur en allemand, et Siguiendo la pista de los Dalton en espagnol).

## Accueil
Malgré ses moyennes positives attribuées par la presse spécialisée pour sa très grande variété,,,, Lucky Luke reste « médiocre dans tous les cas ». Dans sa globalité, le jeu est accueilli de manière mitigée : les avis divergents le considèrent tantôt « excellent », tantôt « diabolique ». Il est très souvent comparé par la presse spécialisée à son prédécesseur sorti en 1997 sur Super Nintendo, qui note la transition de Lucky Luke sur console 16 bits à la 32 bits,.
Le scénario, simpliste, « ne casse pas trois pattes à un canard » selon Playmag, qui félicite néanmoins ce « prétexte » scénaristique pour promener le joueur « à travers des décors que les amateurs de bédé connaissent bien ». L'hommage à la bande dessinée de Morris, et l'aspect cartoonesque des personnages et de l'environnement sont généralement salués. « La bonne tenue des graphismes » et « la qualité de l'animation » sont remarquées par la presse. Cependant, certains critiques notent les « textures médiocres » et la « fausse 3D », qualifiée de « 2,5D », qui ne jouent pas en la faveur du jeu.
Le personnage jouable « réagit au doigt et à l'œil » et ses actions « s'exécutent avec une souplesse et une fluidité qui font tout de suite penser à un dessin animé », malgré des commandes « rigides », en particulier pour les sauts. Le déplacement à l'horizontale, et parfois à la verticale, du personnage est comparé de manière positive à celui du jeu Pandemonium sorti en 1996,, et son système de tir « acquis » au pistolet à celui de Tomb Raider.
La difficulté du jeu est considérée « équilibrée » et à la hauteur, avec des niveaux « hyper variés » et des mini-jeux « dans la grande tradition des jeux Infogrames ». Le joueur peut commencer à connaître son personnage dans le premier niveau, jugé relativement facile, avant d'entamer des niveaux plus ardus par la suite. Il est d'abord obligé de suivre « un parcours tout tracé et peu varié », avant de s'atteler à des chemins plus complexes qui peuvent parfois même provoquer du « désespoir » chez certains, voire une « violente colère [...] à tel point d'en sortir le CD de la console et de l'exploser ». La plupart de ces parcours sont « désorientants », et obligent souvent à « mémoriser chaque détail et chaque porte » pour pouvoir revenir sur ses pas.
La bande-son ne fait pas non plus l'unanimité. Même si la musique est qualifiée d'« adaptée et d'excellente qualité » voire de « géniale » par certains, d'autres la considèrent comme « pas très avancée ». Les effets sonores, eux, sont « corrects » mais n'ont « rien de spectaculaire ».